# 사운드 칩

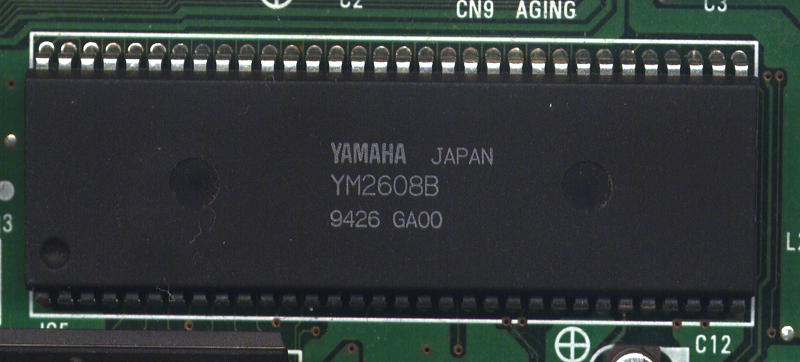
야마하 YM2608 FM 합성 칩

사운드 칩(sound chip)은 디지털, 아날로그 또는 혼합 모드의 전자 장치를 통해 오디오 신호를 생성하도록 설계된 집적 회로(칩)이다. 사운드 칩은 일반적으로 오디오 신호(아날로그 및 디지털 데이터 모두에 대한 아날로그 및 디지털 신호)를 처리하는 MOS(금속 산화물 반도체) 혼합 신호 칩에서 제조된다. 여기에는 일반적으로 오실레이터, 엔벨로프 컨트롤러, 샘플러, 필터, 증폭기 및 엔벨로프 생성기와 같은 오디오 부품이 포함된다.

## 역사
전자적으로 소리를 생성하기 위한 다양한 소리 합성 방법이 20세기 후반에 고안되었다. 여기에는 프로그래밍 가능한 사운드 생성기(PSG), 웨이브테이블 합성 및 주파수 변조 합성(FM 합성)이 포함된다. 이러한 사운드 칩은 아케이드 게임 시스템 보드, 비디오 게임 콘솔, 가정용 컴퓨터 및 디지털 신디사이저에 널리 사용되었다.
PCM(펄스 부호 변조) 샘플링은 2004년 인텔 고선명 오디오(IHDA) 표준에서 사용되는 것처럼 1990년대 후반부터 많은 사운드 칩의 표준이 되었다. PCM 샘플링 방식은 많은 휴대폰 및 개인용 컴퓨터용 카드에 사용된다. 이러한 광범위한 사용은 1980년대에 시작된 디지털 사운드 혁명의 일부이다.

## 같이 보기
- 디지털 오디오
- 사운드 카드